# 道上站

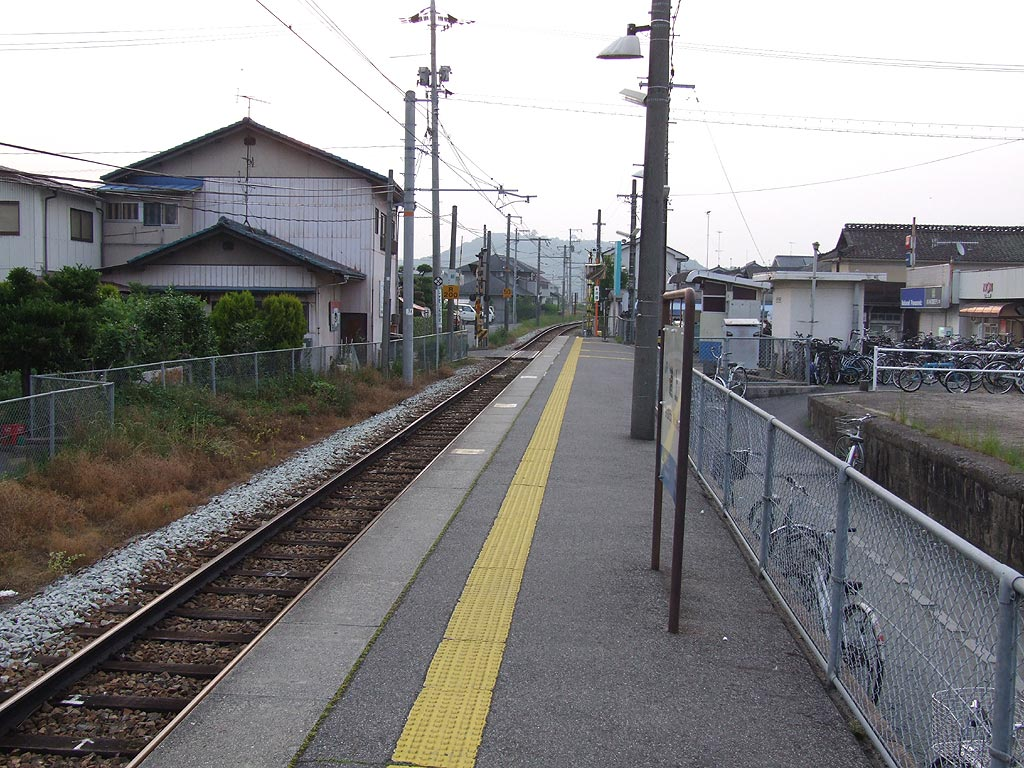
月台

道上站（日语：／ Michinoue eki */?）是位於廣島縣福山市神邊町字道上，西日本旅客鐵道（JR西日本）的福鹽線車站。

## 歷史
在1914年（大正3年），兩備輕便鐵道設置了道上停留場。在1920年（大正9年）改名為道上站，直至現在。
在昭和40年代（1965年 - 1974年）前，車站南邊和北邊設有引込線，用作卸載貨物。

### 年表
- 1914年（大正3年）7月21日 : 兩備輕便鐵道開業，道上停留場啟用。
  - 當時車站位於廣島縣深安郡道上村字道上。
- 1920年（大正9年）6月29日 : 從停留場升級至車站，改名為道上站。
- 1926年（大正15年）6月26日 - 兩備輕便鐵道改名為兩備鐵道。
- 1933年（昭和8年）
  - 9月1日 - 兩備鐵道被國有化，成為國有鐵道福鹽線車站[3]。
  - 11月15日 - 福鹽北線開通，使與福鹽線改名為福鹽南線。
- 1938年（昭和13年）7月28日 - 府中站至上下站之間開通，使福鹽北線和福鹽南線合併成為福鹽線。
- 1954年（昭和29年）3月31日 : 隨著神邊町（日语：神辺町）（第二次）成立，車站地址變為廣島縣深安郡神邊町字道上。
- 1971年（昭和46年）2月25日 : 成為無人車站[4]。
- 1987年（昭和62年）4月1日 - 伴隨國鐵分割民營化，車站由西日本旅客鐵道（JR西日本）營運。
- 2006年（平成18年）3月1日 : 神邊町（第二次）編入至福山市（第二次），車站地址變為廣島縣福山市神邊町字道上。

## 車站構造
車站是一座地面車站，設有1面1線的單式月台。前往府中方向的列車會開啟左邊車門。
此站是由福山站管理的無人車站。此站沒有車站大樓，月台靠近神邊一方設有出入口。
月台上設有候車室，候車室內設有自動售票機。月台上也設有廁所。

## 利用狀況
以下為近年1日平均乘車人次列表
| 年度               | 1日平均 乘車人次 |
| ------------------ | ---------------- |
| 2001年（平成13年） | 559              |
| 2002年（平成14年） | 512              |
| 2003年（平成15年） | 519              |
| 2004年（平成16年） | 504              |
| 2005年（平成17年） | 521              |
| 2006年（平成18年） | 529              |
| 2007年（平成19年） | 549              |
| 2008年（平成20年） | 578              |
| 2009年（平成21年） | 578              |
| 2010年（平成22年） | 581              |
| 2011年（平成23年） | 590              |
| 2012年（平成24年） | 647              |
| 2013年（平成25年） | 671              |
| 2014年（平成26年） | 666              |
| 2015年（平成27年） | 661              |
| 2016年（平成28年） | 641              |
| 2017年（平成29年） | 658              |
| 2018年（平成30年） | 682              |

## 車站周邊

### 設施
- 福山市立神邊西中學（日语：福山市立神辺西中学校）
- 道上郵局
- 向日葵藥店道上店
- Fuji GRAND神邊（日语：フジグラン神辺）
- 港南（日语：コーナン）神邊店
- 山田電機福山北店

### 道路
- 國道182號（日语：国道182号）（國道314號（日语：国道314号）重疊區間）
- 國道486號（日语：国道486号）
- 廣島縣道215號道上停車場中野線（日语：広島県道215号道上停車場中野線）

## 相鄰車站
西日本旅客鐵道（JR西日本）
 福鹽線
湯田村－道上－萬能倉

## 注腳
1. 1 2  道上學區城市規劃推進委員會 道上鄉土史編纂委員會 2019，第74頁.
2. ↑  道上學區城市規劃推進委員會 道上鄉土史編纂委員會 2019，第74 - 75頁.
3. ↑  日本《官報》第1998號「鐵道省告示第385號」，1933年8月28日：第800頁。
4. ↑  . 広報かんなべ（No.203 昭和46年3月号） (深安郡神辺町役場). 1971-03: 1 （日语）.
5. ↑  統計福山

## 外部連結
- 道上｜車站資訊：JR出門網 - 西日本旅客鐵道（日語）